# No habrá condenado que aguante
No habrá condenado que aguante es el cuarto y último álbum de la banda de rock uruguayo Los Estómagos, grabado en 1988 y editado por el sello Orfeo. La banda se separó en 1989.

## Lista de canciones
| N.º | Título                       | Duración |  |
| 1.  | «La gallina degollada»       |          |  |
| 2.  | «Grito por ellos»            |          |  |
| 3.  | «Cinco sentidos»             |          |  |
| 4.  | «Errantes»                   |          |  |
| 5.  | «Seguridad»                  |          |  |
| 6.  | «Mucho alcohol y borrachera» |          |  |
| 7.  | «Te vas»                     |          |  |
| 8.  | «Somos armas»                |          |  |
| 9.  | «Avril»                      |          |  |
| 10. | «¿Quién mata a los niños?»   |          |  |
| 11. | «Una ola»                    |          |  |
| 12. | «Por diversión»              |          |  |
| 13. | «Desierto de fuego»          |          |  |
| 14. | «Esto es América»            |          |  |
| 15. | «Cuatro brujas»              |          |  |

## Músicos
- Fabián Hernández: bajo
- Gustavo Parodi: guitarra
- Gabriel Peluffo: voz
- Marcelo Lasso: batería